# Ageas Insurance International
Ageas Insurance International NV ist eine niederländische Versicherungsgruppe aus Utrecht/Niederlande. Sie gehört zur Ageas Holding (ehemals Fortis Holding).
CEO ist seit 1. Dezember 2007 Steven Braekveldt, der von der ING Groep gekommen ist.
Im Geschäftsjahr 2008 ergeben sich Prämieneinnahmen von 4.102 Mio. Euro aus Lebens- und von 1.228 Mio. Euro aus Sachversicherungen. Die ehemalige Fortis Insurance International hatte Ende 2008 4.718 Beschäftigte. Besonders hoch sind die Beitragseinnahmen in Portugal (2.238 Mio. Euro), China (1.850 Mio. Euro), Luxemburg (1.033 Mio. Euro), Malaysia (435 Mio. Euro), Thailand (358 Mio. Euro) und Hongkong (282 Mio. Euro).
Ageas Insurance International ist tätig in Belgien, Frankreich, Deutschland, Hong Kong, Luxemburg, Russland (seit Juni 2006), in der Türkei und im Vereinigten Königreich. Sie hat Joint-Venture-Versicherungsunternehmen in China, Indien, Malaysia, Portugal, Thailand und Italien.

## Internationale Tochtergesellschaften
Deutschland
Die Ageas Deutschland Lebensversicherung AG in Göttingen gehörte auch zur Ageas Insurance International. Im Oktober 2011 wurde der Verkauf der Tochtergesellschaft an den Private-Equity-Fonds Augur Capital bekanntgegeben. Nach der Trennung von Ageas firmiert diese nun als myLife Lebensversicherung.
Frankreich
Ageas France ist in Frankreich aktiv. Die über 200.000 Kunden werden mehr als 200 Beratern in 30 Geschäftsstellen betreut. Die Versicherungssumme beträgt über 3.400 Mio. Euro und die Beiträge über 335 Mio. Euro (Stand 31. Dezember 2009).
Großbritannien
Die Ageas (UK) Ltd. (ehemals Fortis UK Ltd.) in Großbritannien hat über 7,6 Mio. Kunden und über 4.000 Beschäftigte.
Die ehemalige Fortis UK gab am 25. Juni 2009 eine Kooperation mit Tesco Personal Finance, einem Tochterunternehmen der Supermarktkette Tesco, bekannt. Durch die Kooperation sollen Beiträge von ca. 500 Mio. £ bzw. ca. 584 Mio. Euro jährlich eingenommen und ca. 1.500 neue Arbeitsplätze geschaffen werden.
Luxemburg
Ageas Insurance International hält eine Beteiligung von genau einem Drittel an Cardif Lux Vie, einem Lebensversicherer in Luxemburg. Das Unternehmen entstand Anfang 2012 aus der Fusion der Fortis Luxembourg-VIE S.A., der Lebensversicherungssparte von Ageas und BGL BNP Paribas in Luxemburg, mit der Cardif Lux International, dem Lebensversicherer von BNP Paribas in Luxemburg.
Die Sachversicherungssparte Fortis Luxembourg-IARD S.A. war schon am 6. Oktober 2009 für 23 Mio. Euro an La Bâloise verkauft worden.
Portugal
Anfang 2005 hat die damalige Fortis Insurance International ein Joint-Venture mit der Millenium BCP der Banco Comercial Português (BCP) in Portugal unter dem Firmennamen Millenniumbcp Fortis Grupo Segurador gegründet. Dies wurde im Zuge der Umbenennung der Versicherungsaktivitäten der Fortis Holding in Ageas in Millenniumbcp Ageas Grupo Segurador verändert.
Diese hat folgende Versicherungsmarken:
- Ocidental vida – Lebensversicherungen
- Ocidental seguros – Sachversicherungen
- Pensões Gere – Alters- und Rentenversicherungen
- Médis Saúde – Krankenversicherungen (seit 1996)[13]

Nach dem Geschäftsbericht 2008 hatte die damalige Fortis Insurance International in Portugal Beitragseinnahmen von 2.238 Mio. Euro.
Hong Kong
Ageas Insurance Company (Asia) Limited in Hong Kong wurde Mitte 2007 für 3,5 Mrd. HKD von der Pacific Century Insurance Holdings Limited (PCI) der Pacific Century Regional Developments Limited (PCRD) übernommen.
China
In China gibt es ein Joint-Venture mit der Taiping Life Insurance Co. Ltd.
Indien
In Indien gibt es ein Joint-Venture der (Industrial Development Bank of India Limited) (48 Prozent), der indischen Federal Bank (26 Prozent) und der Ageas (26 Prozent). Die IDBI Federal Life Insurance Co Ltd hat erste Versicherungsprodukte ab März 2008 angeboten. Ende März 2009 gibt es 31 Filialen. Neben den klassischen Lebensversicherungen werden vor allem auch Mikroversicherungen (microsurance) angeboten.
Italien
Ageas Insurance International (50 % + 1 Aktie) und BNP Paribas Assurance (50 % – 1 Aktie) haben die F&B Insurance Holdings gegründet, die wiederum einen Anteil (50 % + 1 Aktie) an der UBI Assicurazioni neben der UBI Banca (50 % – 1 Aktie) hält.
Ukraine
Die Fortis Life Insurance Ukraine wurde im September 2010 an die Investmentgesellschaft Horizon Capital verkauft.